# James Bedford
Pour les articles homonymes, voir Bedford.
James Hiram Bedford, né le 20 avril 1893 et mort le 12 janvier 1967, est un universitaire américain. Professeur à l'université de Californie en psychologie, il a écrit de nombreux livres sur l'orientation professionnelle.
Le 12 janvier 1967, sa mort le rend célèbre : il est, en effet, considéré comme la première personne à avoir été cryogénisée. Son corps est conservé à l'Alcor Life Extension Foundation. Dans la communauté cryogéniste, le jour de sa mort et de sa congélation est surnommé le « Bedford Day ».

## Cryoconservation
Quelques précédents existent. Ainsi, en avril 1966, un corps est congelé pour la première fois avec l’idée d’une réanimation future. Il était embaumé depuis deux mois quand il a été placé par la société Cryo-Care dans de l'azote liquide et conservé juste au-dessus du point de congélation. Toutefois le défunt, une femme d'âge moyen de Los Angeles, a rapidement été décongelé et enterré par des proches.
Bedford souffrait d'un cancer du rein qui avait métastasé dans ses poumons, une maladie incurable à l'époque. Or, en juin 1965, la Life Extension Society (en) d’Evan Cooper offrait de conserver une personne gratuitement, déclarant disposer « d’installations primitives pour la congélation d'urgence à court terme et le stockage de notre ami le grand homéotherme [l'Homme] ». Néanmoins, Bedford, n'ayant pas saisi cette opportunité, utilise ses propres fonds. Dans son testament, il lègue 100 000 dollars à la recherche sur la cryogénie ; ironiquement, plus du double de ce montant sera dépensé par sa femme et son fils pour défendre son testament et sa cryoconservation lors d'actions judiciaires engagées par d’autres membres de la famille.
Le 12 janvier 1967, quelques heures après son décès causé par son cancer, le corps de Bedford est congelé. Les personnes chargées de la cryogénisation sont Robert Prehoda (auteur du livre Suspended Animation en 1969), Dante Brunol (médecin et biophysicien) et Robert Nelson (président de la Cryonics Society of California). Par la suite, Nelson écrira un livre sur le sujet intitulé We Froze the First Man (« Nous avons congelé le premier homme »). Comparés aux techniques modernes, les cryoprotecteurs employés pour Bedford étaient primitifs. On lui a injecté une solution de Ringer contenant du diméthylsulfoxyde, un composé que l'on croyait autrefois utile pour cryogéniser à long terme. La vitrification n’étant pas encore possible à l'époque, il est d'autant moins probable que son cerveau ait été suffisamment protégé pour être récupérable.
Le corps est déplacé de nombreuses fois.
Initialement conservé dans les installations de Cryo-Care d'Edward Hope à Phoenix, en Arizona, il est déplacé en Californie en 1969, puis transféré à TransTime, près de Berkeley en Californie, en 1973.
De 1977 à 1987, le corps est conservé par sa famille, dans de l'azote liquide. Finalement en 1987, il est confié aux installations d'Alcor où il demeure jusqu’à ce jour.
L'état du corps est évalué en mai 1991 à l'occasion d'un transfert, où il est jugé « probable que sa température extérieure soit restée à des températures [sic] négatives relativement basses tout au long de la conservation ».
Bien qu'il existe des antécédents, James Bedford est réputé être la première personne à avoir été cryogénisée et est en tout cas la seule décédée avant 1974 dont le corps soit toujours conservé aujourd'hui. Le jour de la mort et de la cryoconservation de Bedford, le 12 janvier, est surnommé le « Bedford Day » (« Journée de Bedford »).

## Ouvrages
- (en) Vocational interests of high-school students, University of California School of education, Division of vocational education, 1930.
- (en) Youth and the world's work: Vocational adjustment of youth in the modern world, Society for Occupational Research, 1938.
- (en) Vocational interests of secondary school students, Society for Occupational Research, University of California Station, 1938.
- (en) Occupational exploration: A guide to personal and occupational adjustment, Society for Occupational Research, 1941.
- (en) The veteran and his future job: A guide-book for the veteran, Society for Occupational Research↓, 1946.
- (en) Your future job: A guide to personal and occupational orientation of youth, Society for Occupational Research, 1950.
- (en) Your future job: A guide to personal and occupational orientation of youth in the atomic age, Society for Occupational Research, 1956.